# Alicia Steimberg
Alicia Steimberg (18 tháng 7 năm 1933 16 tháng 6 năm 2012) là một tiểu thuyết gia người Argentina.
Bà là con gái của Gregorio Steimberg và Luisa Imas, cả hai người đều có gốc Đông Âu (Rumani, Ucraina và Nga), sinh ra ở Buenos Aires và được đào tạo tại Instituto Nacional del Profesorado. Cha bà, một giáo viên, đã mất khi bà lên tám tuổi.
Bà xuất bản cuốn tiểu thuyết đầu tiên của mình Musicians và Watchmakers (Músicos y relojeros) vào năm 1971. Tiếp theo là Madwoman 101 (La loca 101) vào năm 1973. Năm 1983, bà xuất bản một bộ truyện ngắn Like Like Every Morning (Como todas las mañanas). Năm 1992, cuốn tiểu thuyết Call Me Magdalena (Cuando digo Magdalena) của bà đã đoạt giải Premio Planeta Biblioteca del Sur. Tiêm với một liều hài hước, công việc của bà rút ra từ kinh nghiệm cuộc sống của riêng mình và từ cuộc sống hàng ngày ở đô thị Argentina.
Mặc dù có sự tiếp nhận thuận lợi từ các nhà phê bình, Steimberg nhận thấy cần thiết phải bổ sung thu nhập của mình bằng công việc dịch thuật và tổ chức các hội thảo văn học. Bà là giám đốc của bộ phận sách của Văn phòng Văn hóa Argentina từ năm 1995 đến năm 1997.
Mặc dù có di sản Do Thái, bà có ít tương tác trực tiếp với cộng đồng Do Thái địa phương. Đôi khi, bà so sánh Do Thái giáo không thuận lợi với Công giáo trong công việc của mình.
Bà đã kết hôn hai lần: đầu tiên với Abraham Sokolowicz vào năm 1957 và sau đó với Tito Svidler vào năm 1968. Svidler chết vì ung thư vào năm 1990.
Steimberg qua đời ở Buenos Aires ở tuổi 88 sau khi bị đau tim.
Anh trai bà Oscar Steimberg là một nhà địa chấn học nổi tiếng.